# Suzuki SV650

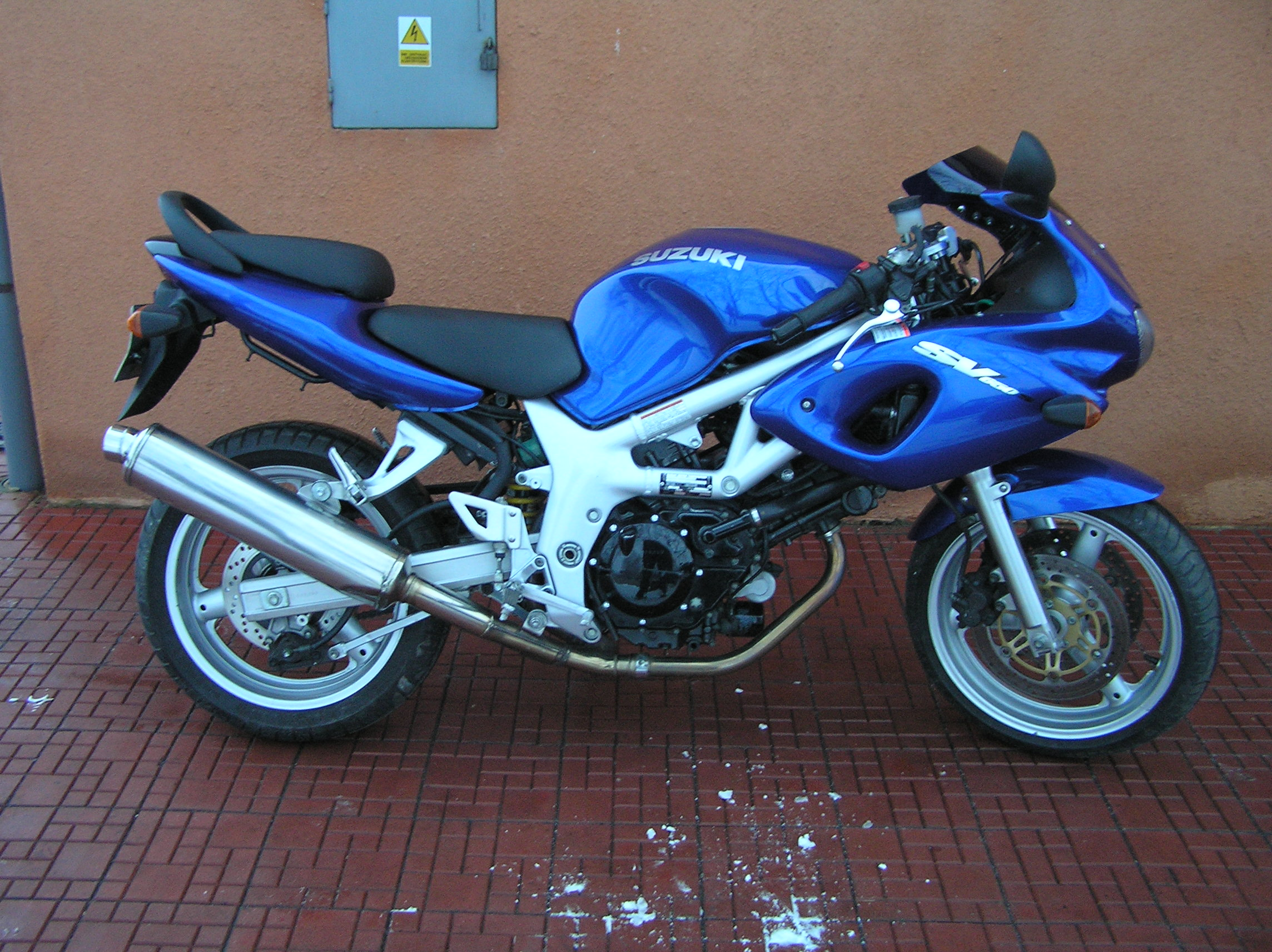
Suzuki SV650S

Suzuki SV650 zaprezentowane zostało po raz pierwszy na monachijskich targach Intermot w 1998. Motocykl został wprowadzony do sprzedaży w roku 1999 i od początku sprzedawany był w dwóch wersjach: N (naked) i S (z półowiewką). SV650 posiadał wiele rozwiązań zastosowanych wcześniej w modelu TL1000. Najbardziej rzucającym się w oczy podobieństwem między modelami była aluminiowa rama spawana z rur o owalnym przekroju oraz dwucylindrowy silnik w układzie V. W odróżnieniu od TL1000, SV650 okazał się być motocyklem niezawodnym i trwałym. Jego zwarta i lekka konstrukcja oraz to, że praktycznie nie miał odpowiednika wśród japońskiej konkurencji sprawiło, że mimo kilku wad (np. zbyt miękkie przednie zawieszenie) model ten okazał się rynkowym sukcesem w wielu krajach świata.

## Historia zmian modelu

### Modele 1999-2002 (X - K2)
Pierwsze trzy lata produkcji (1999–2002) oprócz zmian dostępnych wersji kolorystycznych nie wniosły nic nowego do konstrukcji SV650. Największą, a zarazem najbardziej oczekiwaną zmianą wprowadzoną w tych latach było wprowadzenia regulacji napięcia wstępnego sprężyn przedniego zawieszenia. Udogodnienie to występuje we wszystkich kolejnych modelach począwszy od roku 2002 i w pewnym stopniu eliminuje problemy ze zbyt miękkim zawieszeniem. Wielu użytkowników nadal jednak decydowało się na wymianę seryjnych sprężyn na twardsze, o progresywnej charakterystyce, co wraz z wymianą oleju w amortyzatorach na bardziej lepki dawało bardzo dobre efekty.

### Modele 2003-2014 (K3-L4)
Prawdziwe zmiany przyniósł rok 2003. I tak, najbardziej widoczną zmianą jest całkowicie nowa rama. W przeciwieństwie do dotychczas stosowanej nie jest ona spawana z rur o owalnym przekroju. Teraz podłużnice odlewane są przy zastosowaniu nowoczesnej technologii próżniowej. Aby silnik spełniał coraz ostrzejsze normy dotyczące emisji spalin musiał zostać wyposażony we wtrysk paliwa i katalizator. Odmieniono także dotychczasowy obły design. W SV650 z lat 2003–2014 królują ostre linie i płaskie powierzchnie. Tylną lampę zastąpiono dwoma rzędami diod LED. Największa bolączka SV650 - zawieszenie - nie doczekało się istotnych zmian. Innym elementem nieobecnym we wcześniejszych wersjach była umieszczona pomiędzy blokiem silnika a przednim kolektorem wydechowym chłodnica oleju.
Rodzina SV w roku 2003 powiększyła się także o motocykle Suzuki SV 1000 w wersjach z owiewką i bez. Mimo że z wyglądu bardzo podobne do SV650, motocykle te różniły się dość znacznie w szczegółach technicznych.

## Dane techniczne
(średnica x skok tłoka: 81,0 x 62,6 mm)
- Moc maksymalna (przy obrotach):
  - Wersje X - K2: 71 KM (52 kW) @ 9000 obr./min
  - Wersje K3 - L4: 72 KM (52,6 kW) @ 9000 obr./min
- Moment obrotowy (przy obrotach):
  - Wersje X - K2: 62 Nm @ 7500 obr./min
  - Wersje K3 - L4: 65 Nm @ 7000 obr./min

### Wymiary i masy
- Szerokość:
  - Wersje X - K2: 760 mm (740 mm wersja S)
  - Wersje K3 - L4: 745 mm (730 mm wersja S)
- Wysokość siedzenia:
  - Wersje X - K2: 805 mm
  - Wersje K3 - L4: 800 mm
- Rozstaw osi:
  - Wersje X - K2: 1420 mm
  - Wersje K3 - L4: 1440 mm
- Masa na sucho:
  - Wersje X - K2: 165 kg (169 kg wersja S)
  - Wersje K3 - L4: 167 kg (169 kg wersja S)
- Masa gotowego do jazdy:
  - Wersje X - K2: 185 kg (189 kg wersja S)
  - Wersje K3 - L4: 187 kg (189 kg wersja S)

### Osiągi
- Przyspieszenie 0-100km/h: 3,6sek
- Prędkość maksymalna:
  - Wersje X - K2: 204km/h(225km/h wersja S)
  - Wersje K3 - L4: 211km/h
- Przyspieszenie na 1/4 mili: 12,01s (179,76 km/h)

### Spalanie
- W trybie miejskim: 6,5 l/100km
- Na trasie: 4,5 l/100km
- W trybie mieszanym: 6 l/100km
- Ostra jazda: 7 l/100